# 12876 Estrada
12876 Estrada eller 1998 QR10 är en asteroid i huvudbältet som upptäcktes den 17 augusti 1998 av LINEAR i Socorro County, New Mexico. Den är uppkallad efter Pauline Victoria Allasas Estrada.
Asteroiden har en diameter på ungefär 6 kilometer och den tillhör asteroidgruppen Koronis.